# Sant Llorenç de Morunys
Sant Llorenç de Morunys község Spanyolországban, Lleida tartományban. Sant Llorenç de Morunys La Coma i la Pedra, Guixers és Navès községekkel határos. Lakosainak száma 1003 fő (2024).

## Népesség
A település népessége az utóbbi években az alábbiak szerint változott:
| Lakosok száma | 328  | 850  | 761  | 759  | 885  | 936  | 1084 | 993  | 949  | 1003 |
|               | 1717 | 1887 | 1936 | 1960 | 1986 | 2004 | 2009 | 2014 | 2019 | 2024 |